# Massothérapie

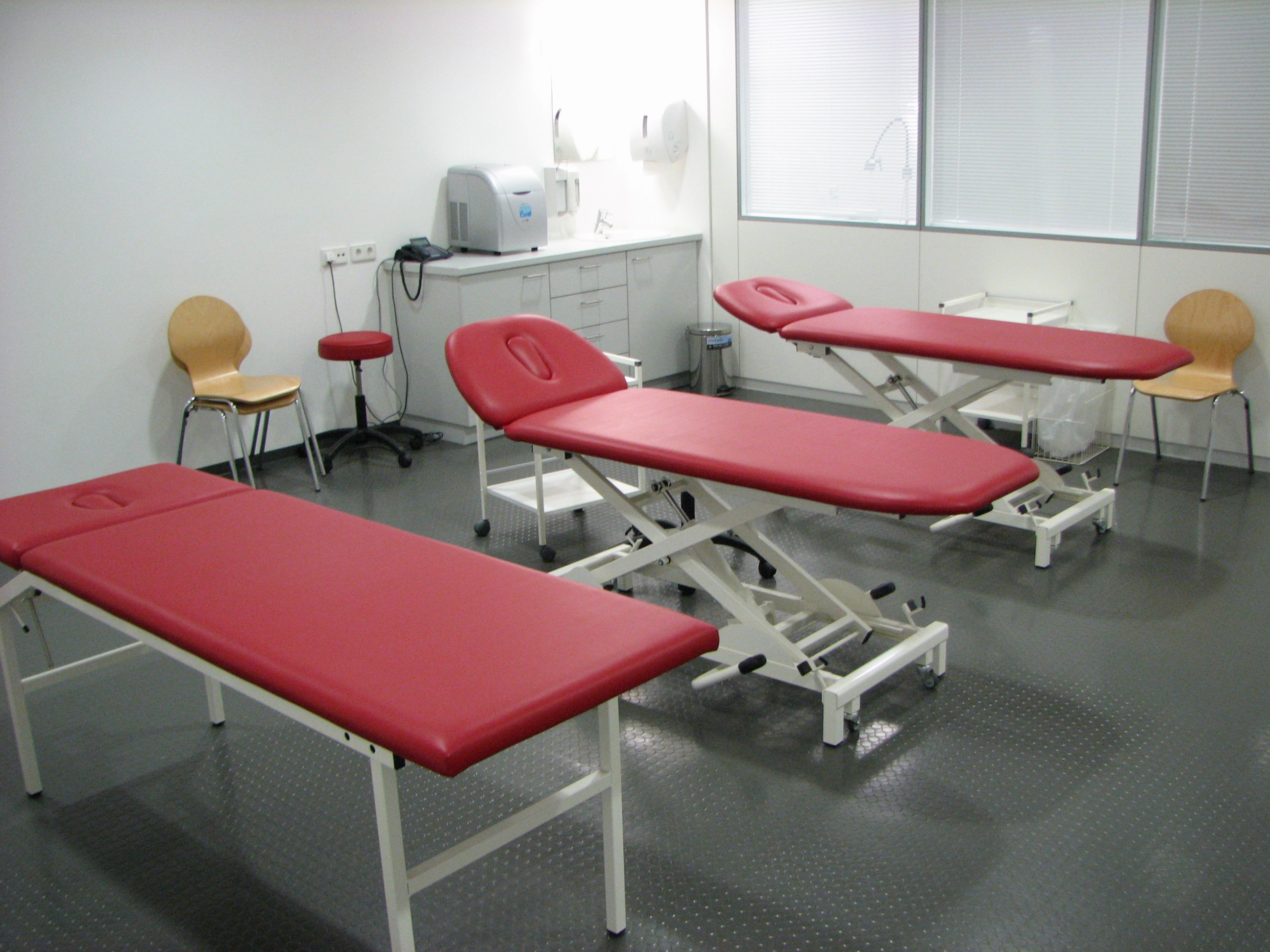
Salle de massage avec trois tables de massage.

La massothérapie englobe un ensemble de techniques de massage des tissus mous qui, malgré leurs différences de philosophie et de mobilisations, partagent un certain nombre de principes et de méthodes qui ont pour objectif de favoriser la détente (musculaire et nerveuse), de diminuer les effets du stress sur le corps, de soulager les tensions musculaires et de soutenir l'éveil à une conscience psychocorporelle.

## Réglementation au Québec
Au Québec, la massothérapie n'est pas reconnue comme une profession de la santé au sens de l'Office des professions. L'autorégulation par les associations professionnelles est en vigueur. La Fédération québécoise des massothérapeutes (FQM) est la seule à effectuer des démarches en faveur de la création d'un ordre professionnel afin d'encadrer la pratique de la massothérapie. C'est un acteur pionnier dans la reconnaissance de la profession au Québec. Elle a ainsi réussi à obtenir l'appui du Collège des médecins en faveur de l'encadrement de la massothérapie en 2014. Le Réseau des massothérapeutes professionnels du Québec (RMPQ) regroupe plus de 8500 membres en 2025, ce qui en fait la plus importante association au Québec. Elle joue un rôle de représentation auprès des différents acteurs clés qui influencent l'encadrement de la massothérapie au Québec.
Il existe d'autres regroupements professionnels dans le même secteur d'activité, tels que:
- l'Association des massothérapeutes RITMA (Regroupement des intervenants et thérapeutes en médecine alternative)[5];
- l'Alliance des massothérapeutes du Québec[6];
- l'Association des massothérapeutes du Québec[7];
- l'Association nationale des massothérapeutes[8];
- l'Association québécoise des thérapeutes naturels AQTN[9];
- le Regroupement des massothérapeutes du Québec[10].